# Стефан Петрушић
Стефан Петрушић (Смедерево, 25. јул 1989) je српски певач и победник пете сезоне такмичења Звезда Гранда.

## Биографија
Рођен је 25. јула 1989. године у Смедереву. Одрастао је у Смедеревској Паланци, где је и завршио основну и средњу школу, након које је уписао Правни факултет у Београду. Певањем је почео да се бави од малих ногу, као и да свира хармонику и клавијатуре. Постао је познат пријављивањем на такмичење Звезде Гранда 2010/2011.
Иако је у деветом кругу напустио такмичење, из баража се вратио и наставио да ниже успехе. У XIV кругу, извођењем песме Здравка Чолића - „Ти си ми у крви“ успео је да се пласира у финале. У Београдској Арени, 18. јуна 2011. године, кроз четири круга представио се песмама „Лејла“, „Не питај“, „Несаница“ и „Све још мирише на њу“ и однео победу са освојених 213.664 гласова. Као победник добио је стан у Београду и снимање ЦД-а за Гранд продукцију.
Прву песму, „Макадам“, премијерно је извео у емисији Звезде Гранда 2. јула 2011. године, две недеље након финала. Први ЦД, са девет песама, изашао је у јануару 2012. године, а у априлу исте године освојио је треће место на IV Диет плус Гранд фестивалу, представивши се дуетском песмом са Гоцом Тржан „У тебе ме не дирај“.
У јуну 2013. године је изашла његова нова песма „Вео“. У августу 2014. године на фестивалу "Стари град" у Новом Пазару са Нотурно бендом освојио је прво место по гласовима публике, представивши се дуетском песмом "Зар то је све".

## Дискографија

### Студијски албуми
- Не зови ме ти (2012)

1. Не зови ме ти
2. Плаче небо
3. Две судбине
4. Пусти да већ једном оздравим
5. Срушен град
6. Замена
7. Умирем ти млад
8. Ноћи предуге
9. Макадам

### Синглови
- "Макадам" (2011)
- "У тебе ме не дирај" (2012)
- "Вео" (2013)
- "Позивам на љубав" (2014)
- "Зар то је све" (2014)
- "Она коју волим" (2016)